# Georg Friedrich Kolb
Georg Friedrich Kolb, född 14 september 1808 i Speyer, död 15 maj 1884 i München, var en tysk statistiker, kulturhistoriker, politiker och publicist.
Kolb var borgmästare i Speyer, då han 1848 invaldes i Frankfurtparlamentet, där han tillhörde vänstern. Åren 1849 och 1863-72 tillhörde han bayerska lantdagen och var 1868-69 medlem av tullparlamentet. Som tidningsman motarbetades han på 1850-talet av bayerska regeringen och vistades därför 1853-60 i Schweiz. Åren 1863-66 var han redaktör för "Frankfurter Zeitung".
Kolbs mest kända arbeten är Geschichte der Menschheit und der Kultur (två band, 1843), sedermera omarbetad under titeln Kulturgeschichte der Menschheit (två band, 1869-70; tredje upplagan 1884; "Menniskoslägtets kulturhistoria", 1869-71) och Handbuch der vergleichenden Statistik (1857; åttonde upplagan 1879).